# Stauwehr Bergerac
Das Stauwehr Bergerac ist eine Stauanlage der mittleren Dordogne bei Bergerac im Département Dordogne (Region Nouvelle-Aquitaine).

## Etymologie
Das Stauwehr Bergerac, Französisch Barrage de Bergerac, ist nach der Unterpräfektur Bergerac benannt.

## Geographie
Das Stauwehr befindet sich im Viertel Salvette der Stadt Bergerac und wird daher auch gelegentlich als Stauwehr Salvette oder Stauwehr Grand-Salvette bezeichnet (Französisch Barrage de Salvette bzw. Barrage de Grand-Salvette). Es ist die letzte Stauanlage an der Dordogne vor ihrer Mündung in die Garonne und liegt 200 Meter vor der Einmündung des rechtsseitigen Caudeau. Das Stauwehr dient sekundär der Stromerzeugung, die Konzession hierfür hält EDF noch bis 2041. Die bescheidene Turbinenanlage befindet sich am rechten Ufer der Dordogne.

## Geschichte
Mit dem Bau des Stauwehrs wurde im Jahr 1839 begonnen, um einen Stausee zu schaffen und damit gleichzeitig die Manövrierfähigkeit der Gabarren im Hafen von Bergerac durch einen größeren Tiefgang von 2,25 Meter zu erleichtern. Die Arbeiten waren 1854 abgeschlossen. Eine Schleuse ermöglichte dem Schiffsverkehr das Umfahren des Hindernisses auf der rechten Talseite. Nachdem in der zweiten Hälfte des 19. Jahrhunderts eine Eisenbahntrasse entlang der Dordogne gelegt worden war, ging folglich der Warentransport auf der Dordogne mittels Gabarren drastisch zurück, so dass der Schiffsverkehr oberhalb von Bergerac ab 1926 ganz zum Erliegen kam.
Die Energiegewinnung am Stauwehr begann erst im Jahr 1966, nachdem anstelle der Schleuse Turbinen installiert worden waren.

## Beschreibung
Die Staumauer am Stauwehr Bergerac ist 165 Meter lang und 5,40 Meter hoch.
Die elektrische Leistung des mit zwei Turbinen ausgerüsteten Laufwasserkraftwerks ist mit 1,4 MW ziemlich niedrig.

## Geologie
Die Talniederung der nach Westen fließenden Dordogne ist bei Bergerac 6 bis 7 Kilometer breit und wird von würmzeitlichem Alluvium ausgefüllt, in das der Fluss sich jetzt einschneidet. Das Alluvium ist generell 6 Meter mächtig, kann aber stellenweise bis 12 Meter erreichen. An seiner Basis besteht es aus Schottern mit 3 bis 7 Zentimeter großen Geröllen aus siliziumreichen Metamorphiten und anderen Kristallingesteinen. Diese entstammen offensichtlich dem über 100 Kilometer entfernten Massif Central. Im Hangenden der Würmterrasse erscheinen dann 1 bis 1,5 Meter mächtige Tone und Schlamme von brauner Farbe. Gesäumt wird die Talung, in der die Dordogne stellenweise mäandriert, von kontinentalen Molassen des Tertiärs. Diese bilden auch unterhalb des Alluviums den tieferen Untergrund des Dordogne-Tals.

## Ökologie
Um die Fische (vorwiegend Alosa, Neunaugen und Lachse) nicht an ihrem Durchzug zu behindern, war bereits 1855 eine Fischtreppe eingebaut  worden, die dann 1872 und 1887 weiter verbessert wurde. Die Treppe ist über 70 Meter lang und enthält hintereinander geschaltete Becken. Sie war damals die längste Fischtreppe Europas. Um ihre Effizienz auch bei Niedrigwasserständen gewährleisten zu können, wurden zwischen 2009 und 2010 weitere Abänderungen vorgenommen. Sorge bereiteten die Jungaale, für die auf der linken Talseite eine eigene Steiganlage angebracht wurde.

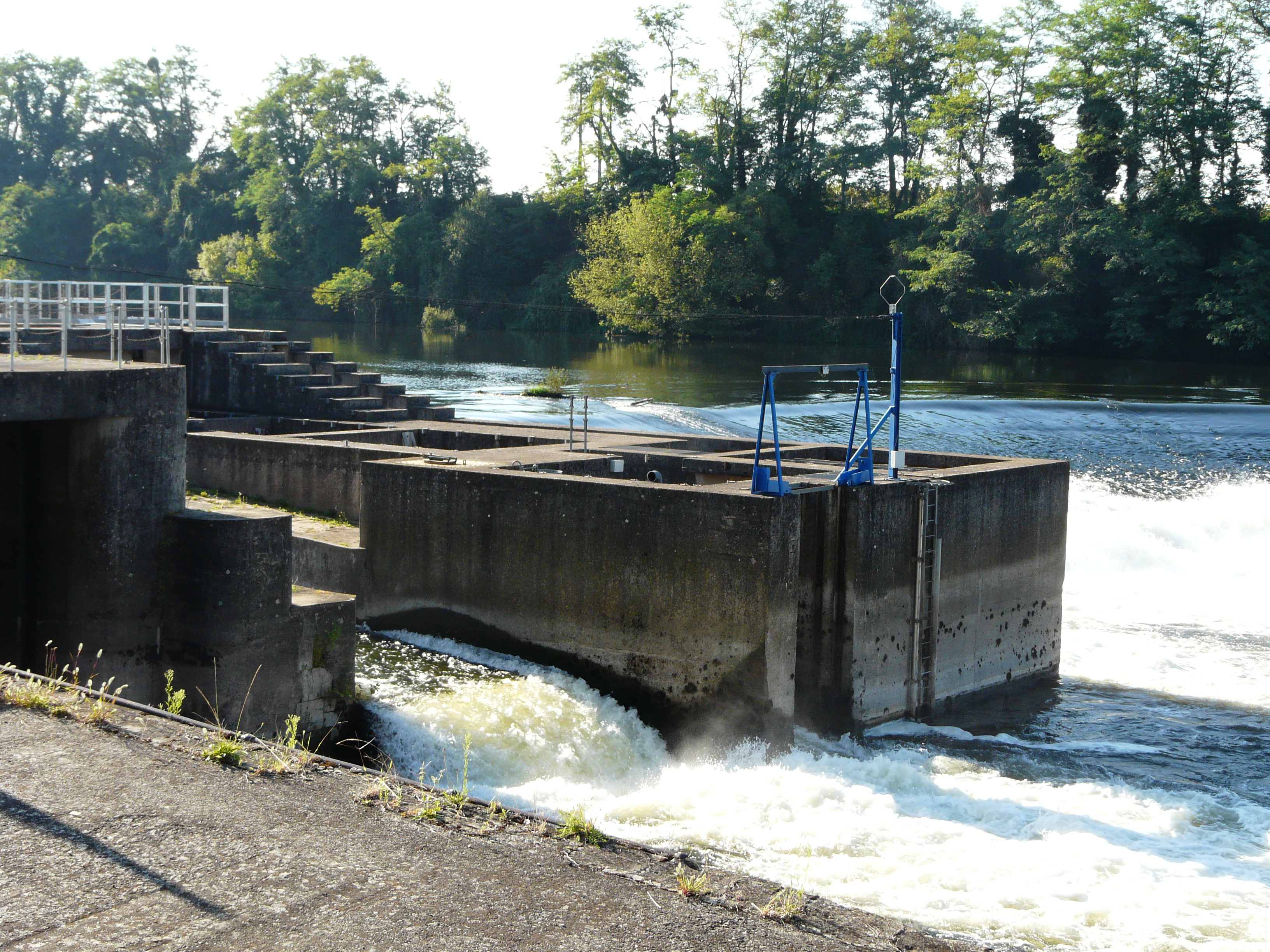
Wehr an der rechten Talseite mit Fischtreppe
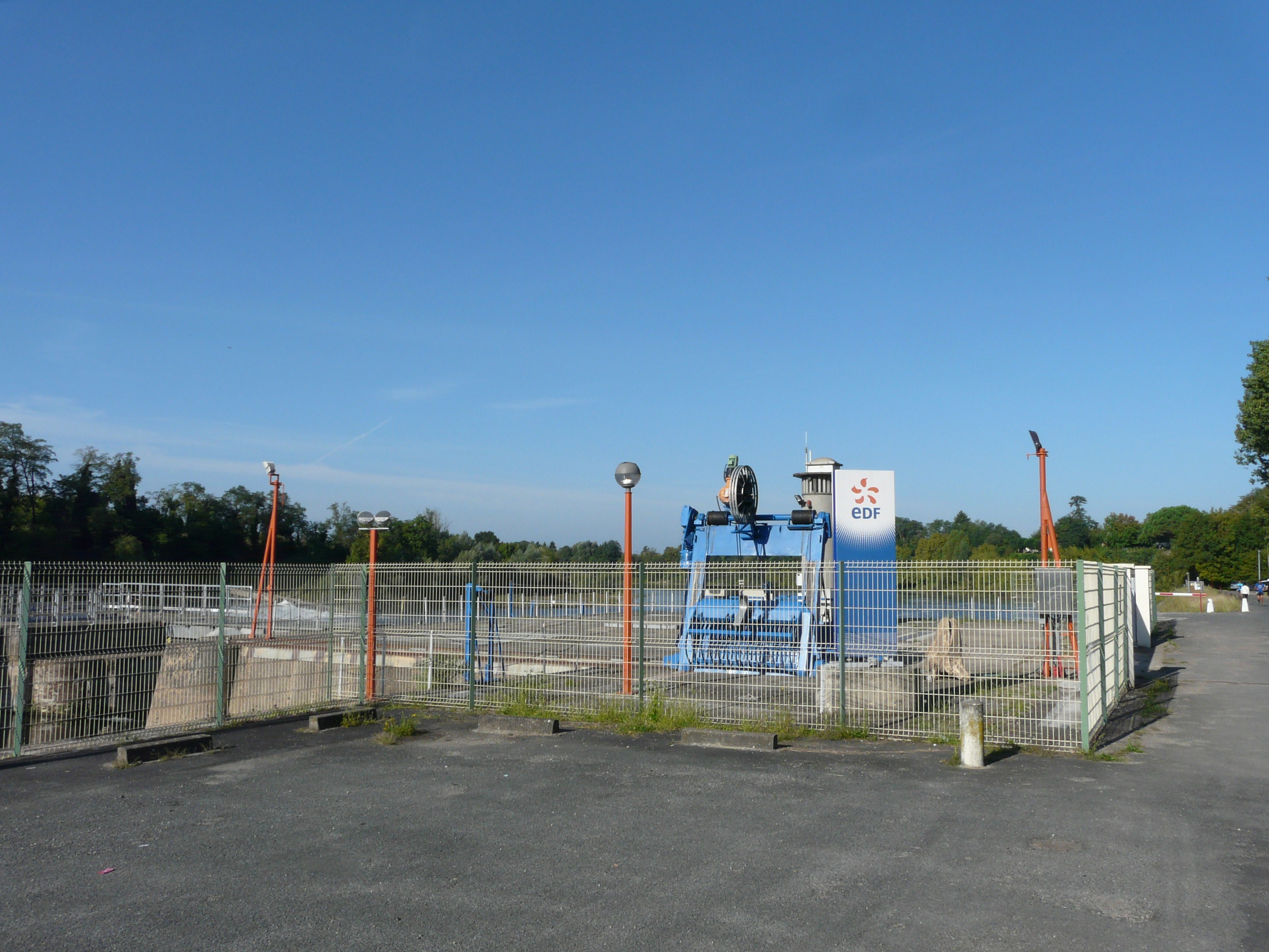
Kraftwerksbereich
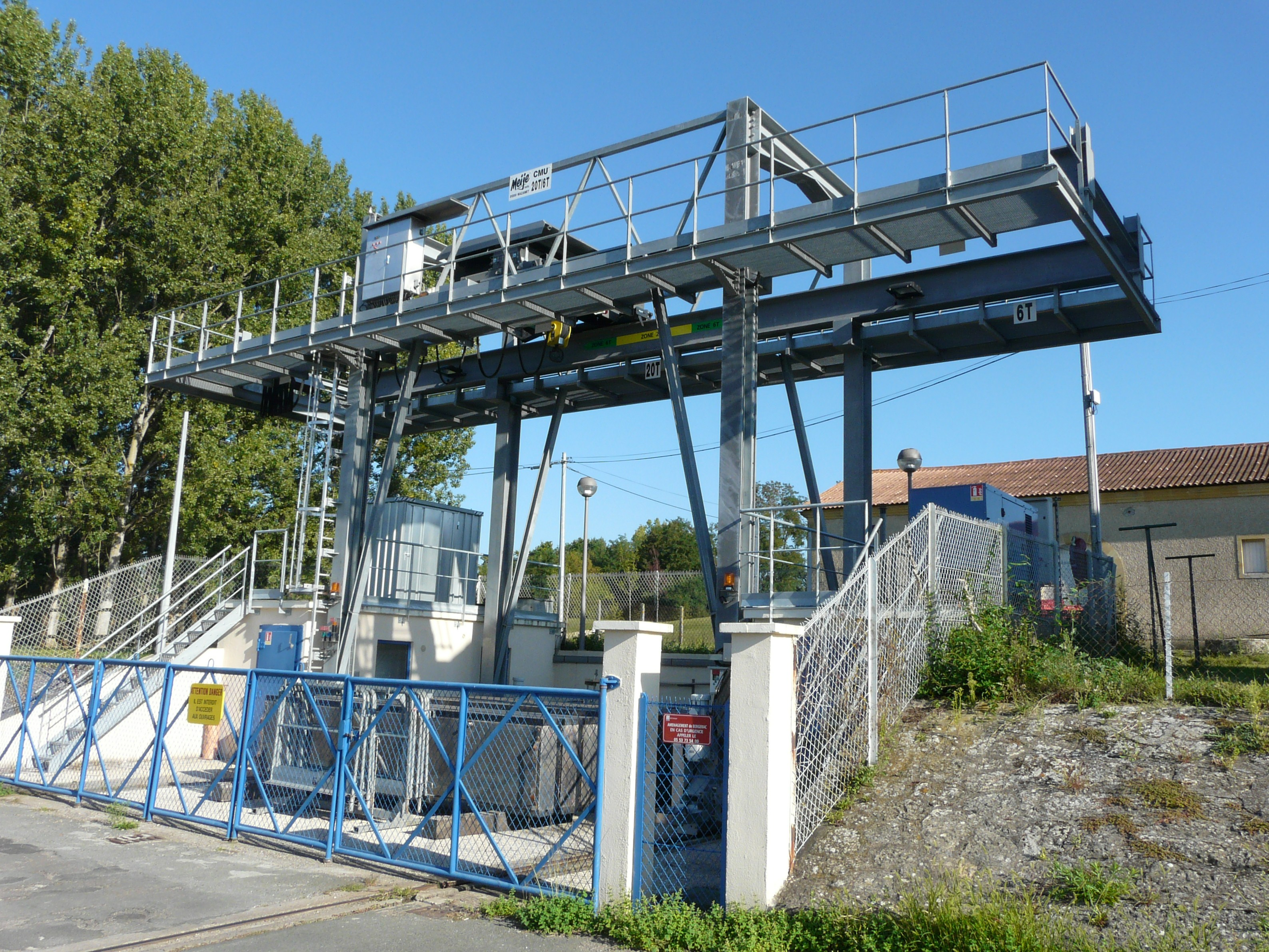
Installationen des Kraftwerksbereichs